# Овиний Камил
Овиний Камил (на латински: Ovinius Camillus) e римски узурпатор на император Александър Север (222 – 235).
Според Historia Augusta Овиний Камил e сенатор от стар род, който се навдуга против Александър Север и майка му Юлия Мамея. Комплотът е разкрит и узурпаторът не е убит от императора, а бил издигнат известно време на съ-регент.